# Премія «Фінляндія» Шведської академії

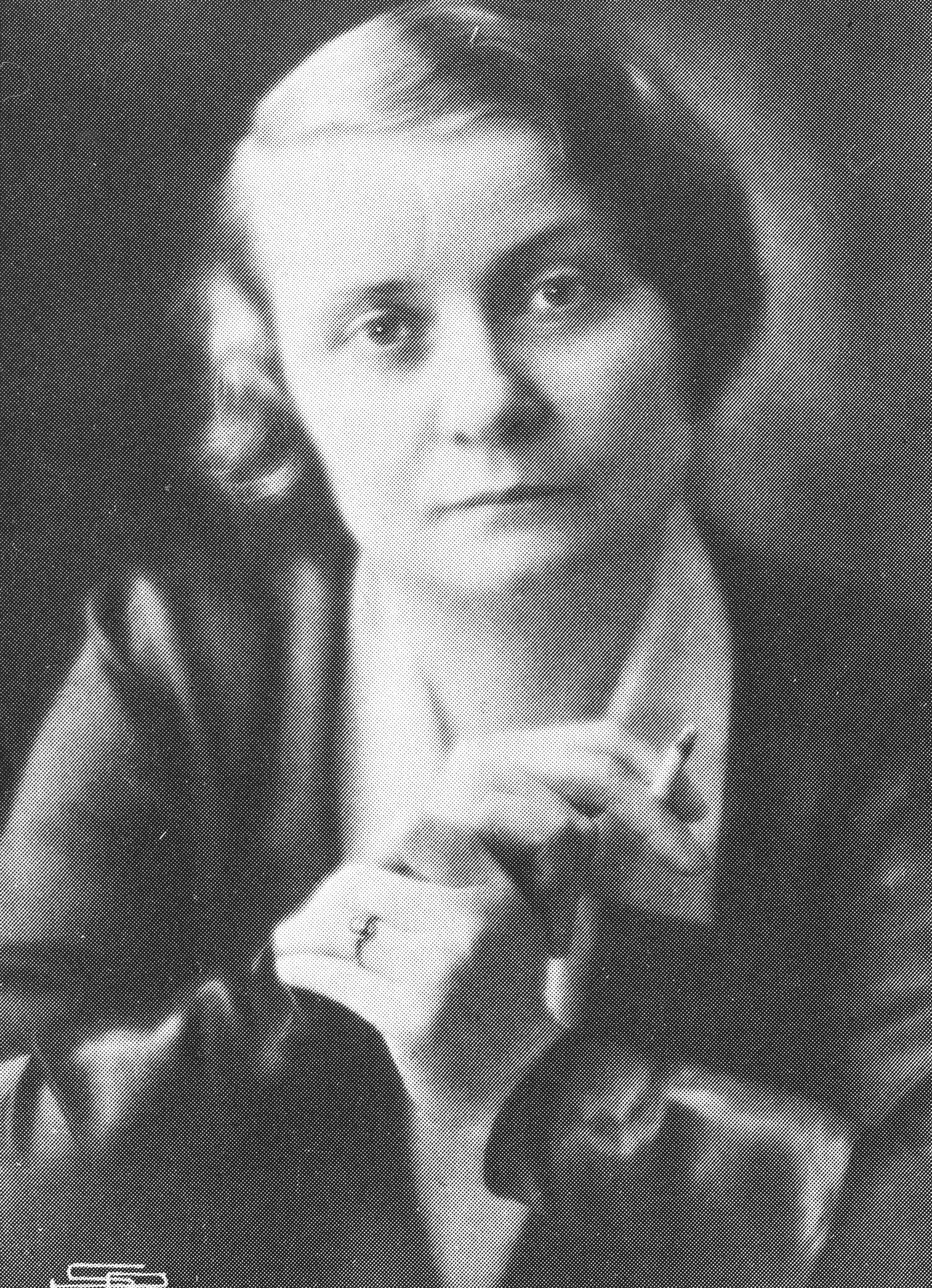
Гаґар Ульссон, лауреатка 1966 року

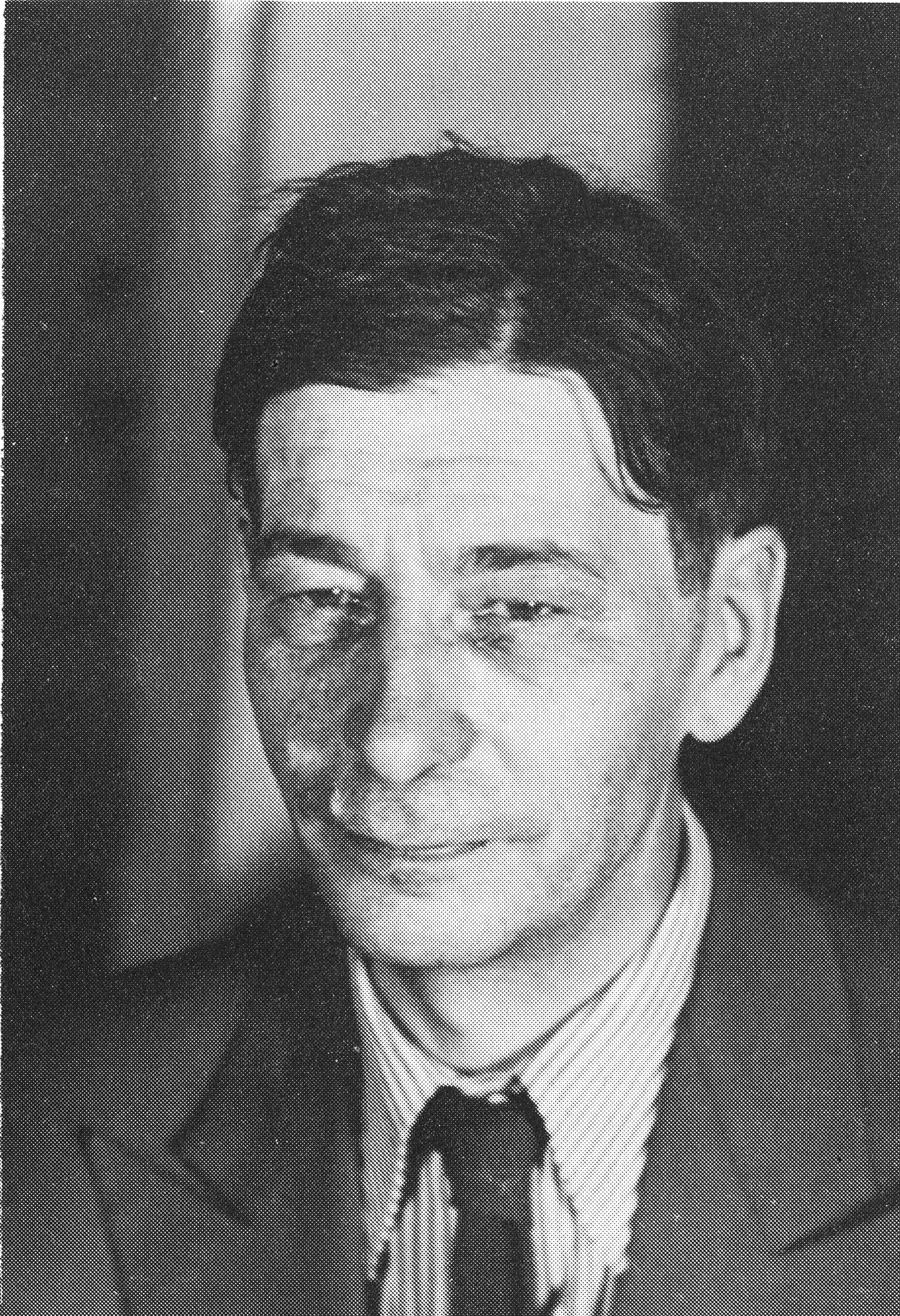
Раббе Енкелль, лауреат 1967 року

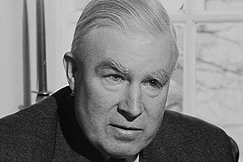
Георг Генрік фон Вріґт, лауреат 1968 року

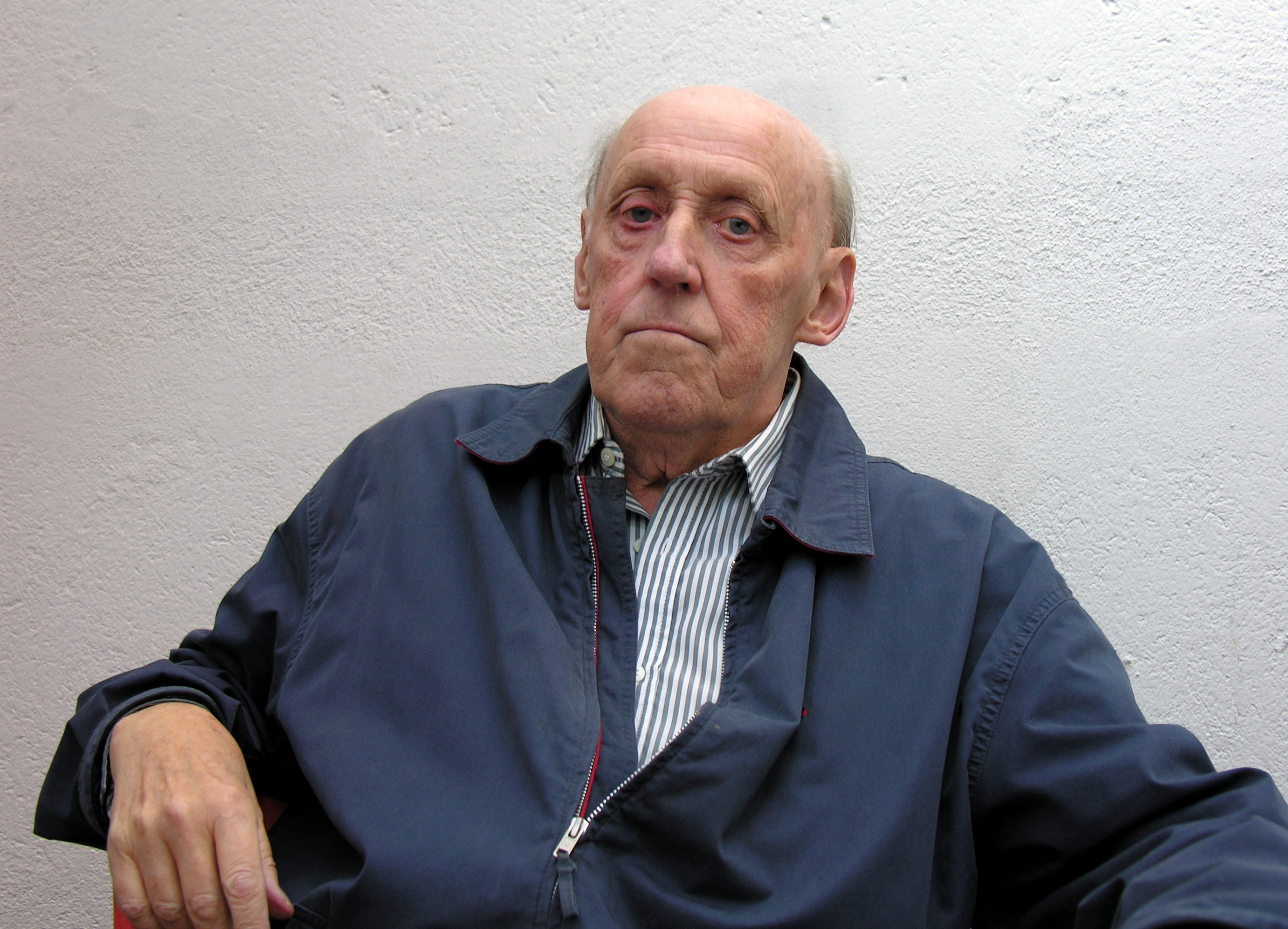
Бу Карпелан, лауреат 1971 року

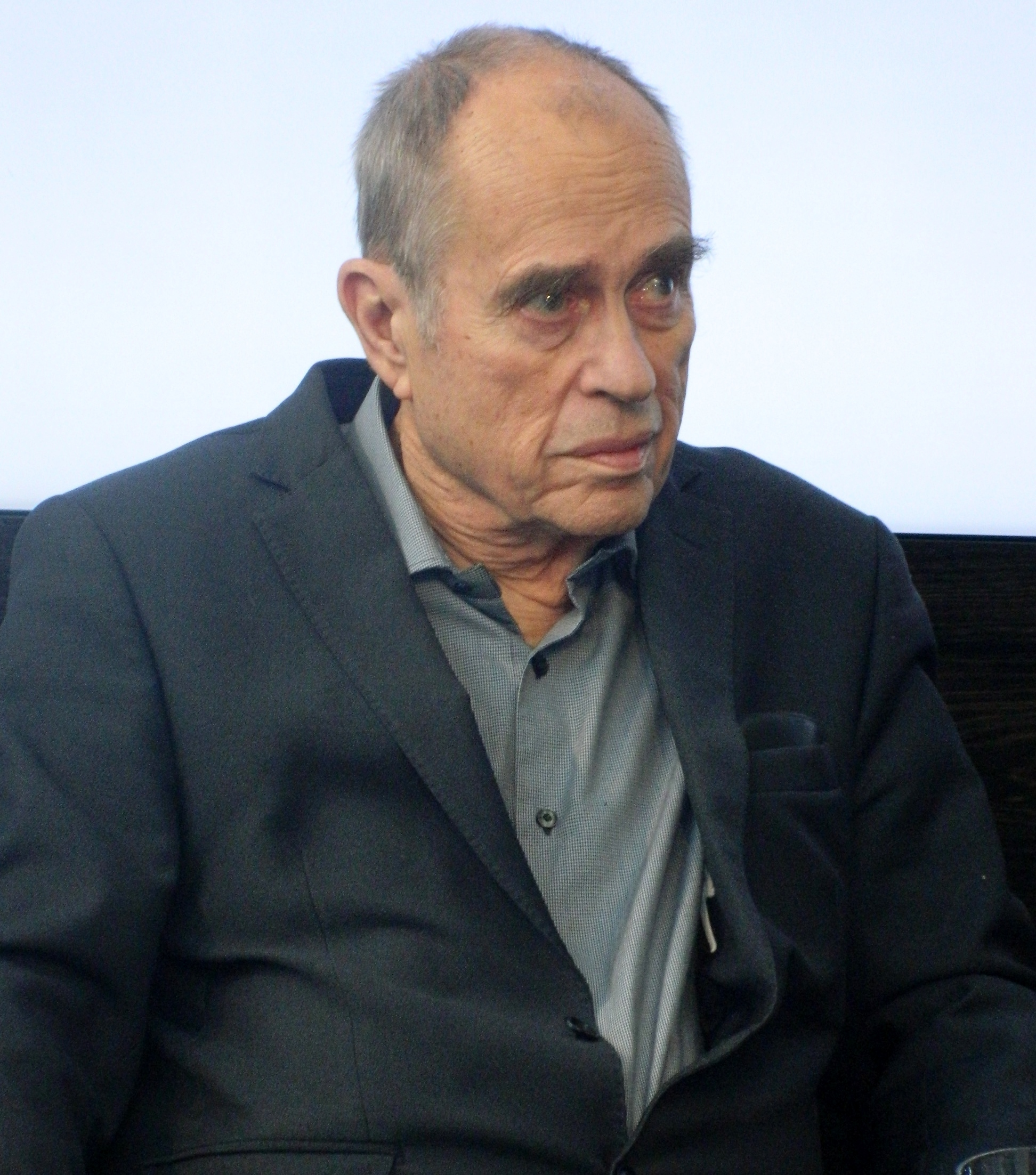
Єрн Доннер, лауреат 2004 року

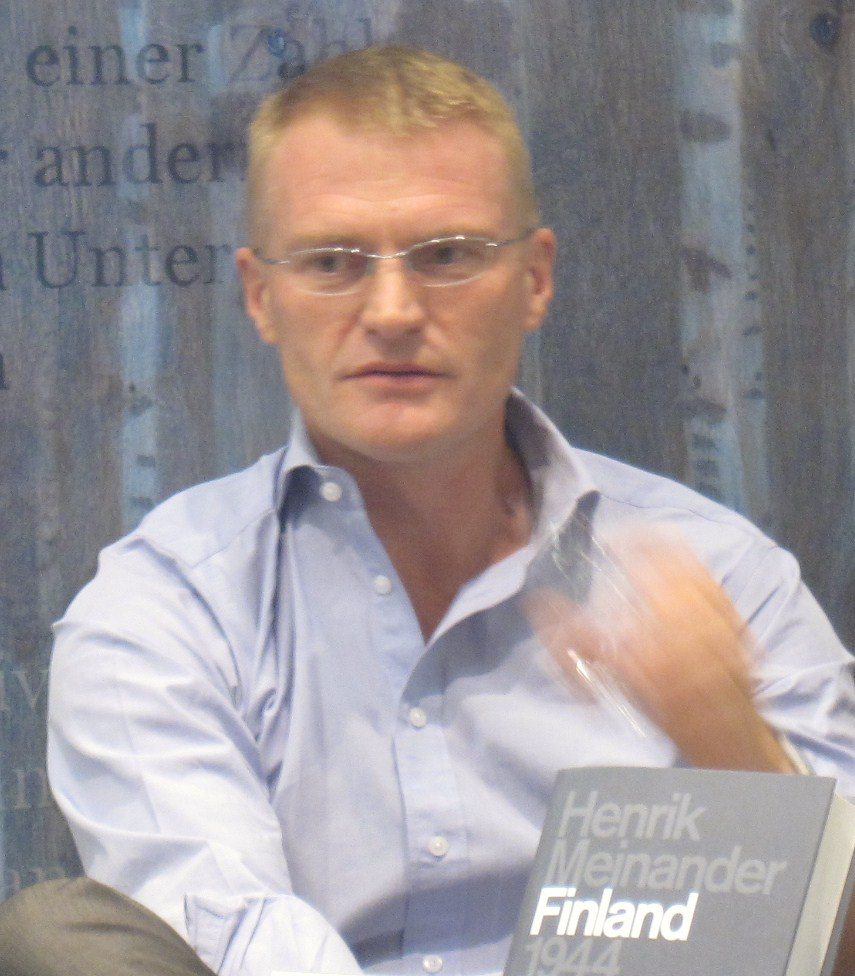
Генрік Мейнандер, лауреат 2007 року

Пре́мія «Фінля́ндія» Шве́дської акаде́мії (швед. Svenska Akademiens Finlandspris) — це нагорода, яку Шведська академія щороку присуджує за значний внесок у культурне життя шведськомовних жителів Фінляндії. Премію засновано в 1966-му. Від 2007 року її грошовий еквівалент становить 100 000 шведських крон.

## Лауреати
- 1966 Гаґар Ульссон
- 1967 Раббе Енкелль
- 1968 Георг Генрік фон Вріґт
- 1969 Тіто Колліандер
- 1970 Сольвейґ фон Шульц
- 1971 Бу Карпелан
- 1972 Туве Янссон
- 1973 Раббе Енкелль
- 1974 Улоф Енкелль
- 1975 Ерік Екелунд
- 1976 Крістер Кільман
- 1977 Улав Альбек
- 1978 Юганнес Сальмінен
- 1979 Ерік Тавастшерна
- 1980 Ларс Гульден
- 1981 Єран Шільдт
- 1982 Оскар Нікула
- 1983 Ерік Стеніус
- 1984 Карл-Ерік Турс
- 1985 Ерік Алларт
- 1986 Торстен Стейнбю
- 1987 Кай Лайтінен
- 1988 Клас Андерссон
- 1989 Матті Клінґе
- 1990 Улла-Лена Лундберг
- 1991 Юган Вреде
- 1992 Туа Форсстрем
- 1993 Ян-Маґнус Янссон
- 1994 Макс Енґман
- 1995 Клас Зілліакус
- 1996 Вальдемар Нюман
- 1997 Карі Таркіайнен
- 1998 Мікаель Енкелль
- 1999 Ральф Лонґбака
- 2000 Finsk Tidskrift
- 2001 Томас Варбуртон
- 2002 Мерта Тікканен
- 2003 Тува Куршстрем
- 2004 Єрн Доннер
- 2005 Петер Санделін
- 2006 Райнер Кнапас
- 2007 Генрік Мейнандер
- 2008 Крістер Кільман
- 2009 Нільс Ерік Форсґорд
- 2010 Анн Санделін
- 2011 Єста Оґрен
- 2012 Пер Стенбек
- 2013 Ґунвор Крунман
- 2014 Міхель Екман
- 2015 Мікаель Рейтер